# Carretera Dr. Rafael Caldera
La Carretera Dr. Rafael Caldera o  Carretera Mérida-El Vigía es una infraestructura vial intermunicipal del estado Mérida, Venezuela, construida con características de "Supercarretera", no de autopista. Forma parte de la denominada Local 007 la cual a su vez constituye un tramo importante de la denominada carretera Trasandina, permite una conexión rápida entre las ciudades de El Vigía y Mérida.

## Antecedentes históricos
El Vigía como punto geográfico, ya existía en los tiempos de la colonización. Era el punto de entrada y salida a centros poblados tales como: Bailadores, La Grita y San Cristóbal, conectándolas de esta forma con la Zona Sur del Lago de Maracaibo.
En 1877, al dejar la presidencia Guzmán Blanco, al General Francisco Linares Alcántara, se inician las obras de construcción de la red ferroviaria Santa Bárbara–El Vigía. Así nace El Vigía, como un simple Terminal de ferrocarril, y comienza a tomar auge como aldea, con la llegada del personal que laboraría en el trazo de los rieles.
El 28 de julio de 1892 se abre en forma definitiva y oficial la línea ferroviaria que permitiría el traslado de los productos, víveres y mercancías que entraban y salían a las principales ciudades y centros poblados del Estado.
En 1929 se construye el ramal carretera que uniría a El Vigía con La Victoria (tramo importante de la carretera Trasandina), ello permitiría una mejor vinculación del territorio Merideño con El Vigía.
En el año 1949 comienza a llegar a El Vigía, algunas compañías constructoras que laborarían en la carretera Panamericana, tales trabajos contribuyeron con el crecimiento de la población.
En 1952 se construye el tramo de la carretera Panamericana San Cristóbal–El Vigía y el tramo de la carretera hacia Santa Bárbara del Zulia, posteriormente bajo la administración del Presidente de la República Marcos Pérez Jiménez se inicia la construcción del puente sobre el Río Chama (1954) el cual serviría de enlace de la carretera Panamericana con El Vigía.
Visto el progreso y el acelerado desarrollo de la economía en la zona, es cuando el entonces presidente de Venezuela General de División Marcos Pérez Jiménez anuncia la construcción de una carretera que conectará a las ciudades de El Vigía y Mérida. Tal proyecto quedaría engavetado por varios años (algunos dicen que gracias al derrocamiento de Marcos Pérez Jiménez en 1958), hasta que en el primer gobierno de Rafael Caldera se decidiera desempolvar el proyecto, colocando la piedra fundacional del mismo en el año 1973.
Sin embargo la ejecución completa de dicha obra tardaría 24 años, y sería en 1997 durante la segunda gestión presidencial de Caldera y la segunda gestión regional del William Dávila Barrios cuando se daría conclusión a esta magna obra vial.

## Estructura y dimensiones
Es una carretera enclavada en la geografía de los Andes Venezolanos, tiene características de tipo "Supercarretera" intermunicipal (no de "Autopista"), que en un principio enlazaba a la Av. Rotaria de la Ciudad de El Vigía, Municipio Alberto Adriani con el Distribuidor de Estanquez en el Municipio Sucre con un tramo de aproximadamente 20 km de distancia, sin embargo tras la transferencia de esta infraestructura al poder nacional por modificación de la Ley Orgánica de Descentralización, sus dimensiones se extienden hasta los previos del Municipio Campo Elías, enlazándose con la Av. Centenario de la Ciudad de Ejido perteneciente al Área Metropolitana de Mérida en un tramo de un poco más de 60 km de distancia, la cual permite la comunicación entre estas 2 importantes localidades merideñas en un tiempo promedio de 35-40 minutos a una velocidad promedio de 100km/h.
Está constituido por una serie de cuatro túneles: Estanques, Cañabrava,  Mocotíes y Santa Teresa; agrupando luego con el revestimiento definitivo los últimos dos en uno solo, mediante la construcción de un falso túnel que cubrió la marcada incisión topográfico-natural que los separaba. El túnel Estanques, con un ancho neto de 9,4 metros y 1.484 metros de largo se excavó dentro de un macizo sedimentario constituido por la clásica alternancia de areniscas y lutitas, con predominio de las primeras.
El túnel Cañabrava, con 14,2 metros de ancho (dos canales en subida y uno en bajada, para salvar una muy fuerte pendiente del orden del 8%), con largo de 538 metros y los túneles Mocotíes-Santa Teresa, con 1.662 y 1.548 metros de longitud, nuevamente son anchos 9,4 metros. El proyecto vial de la carretera preveía en cada caso la construcción de tubos de tres canales de tránsito, pero luego del inicio de la excavación del túnel Estanques, se optó por reducir la sección a dos canales, conservando el esquema original solamente para el túnel Cañabrava.
El macizo rocoso en que se excavaron los dos túneles centrales son graníticos poco fracturados y, bajo las coberturas extremadamente elevadas en las se excavaron, la resistencia del material rocoso alcanzaba picos de hasta 2.000 Kg/cm 2 . La porción media final del Santa Teresa, nuevamente se excavó en la formación sedimentaria, pero esta vez con franco predominio de las lutitas sobre las areniscas

## Trayecto
Desde su extremo Sur hasta el extremo Norte:
- Ciudad de El Vigía
- Entrada a la Palmita
- Sistema de Túneles : Santa Teresa – Mocotíes – Cañabrava – Estanques
- Distribuidor de Estanques
- Entrada a Chiguará
- Llano El Anís
- Los Araques
- Puente Viejo
- Entrada a Pueblo Nuevo del Sur
- Lagunillas
- San Juan
- Villa Libertad
- Las Gonzales
- Los Guaimaros
- Los Higuerones (entrada a la Av. Centenario de Ejido)